# NeuronUP
NeuronUP é uma empresa espanhola que desenvolve uma plataforma web de reabilitação e estimulação cognitiva voltada a profissionais da neuropsicología, terapia ocupacional e disciplinas afins. Fundada em 2012 em Logroño, opera sob um modelo software as a service (SaaS).

## História
A ideia do NeuronUP surgiu quando o neuropsicólogo Íñigo Fernández de Piérola buscava reduzir o tempo dedicado à preparação de materiais de intervenção cognitiva.
A plataforma fou lançada comercialmente em 2012 e, nesse mesmo ano, recebeu o prêmio «Empreendedor XXI La Rioja».
Em junho de 2024 a firma de capital privado Moira Capital investiu 10 milhões de euros na empresa para impulsionar sua expansão internacional e o desenvolvimento de novas funcionalidades baseadas em inteligência artificial.

## Produtos e serviços
NeuronUP oferece mais de 10.000 atividades organizadas por função cognitiva, idade e formato (digital ou em papel).
Inclui um módulo de telereabilitação que permite realizar exercícios à distância sob supervisão profissional.

## Aplicações clínicas
- O Hospital Ribera Polusa (Lugo) incorporou o NeuronUP em 2025 para sua Unidade de Lesão Cerebral.[6][7]
- Caser Residencial assinou em abril de 2025 um acordo para implantar a plataforma em vários centros para idosos.[8]
- A Fundação NED utiliza o NeuronUP desde 2023 em um projeto de neurorreabilitação infantil em Zanzibar (Tanzânia).[9]

## Investigação
- Um ensaio randomizado publicado no Journal of Clinical Medicine mostrou melhorias na qualidade de vida e no estado cognitivo em pacientes com a doença de Alzheimer após 18 semanas de intervenção combinada com NeuronUP.[10]
- Um estudo exploratório na NeuroRehabilitation constatou uma redução significativa dos sintomas motores (UPDRS-III) em pessoas com doença de Parkinson após quatro semanas de treinamento cognitivo autoadministrado com a plataforma.[11]

## Prêmios e reconhecimentos
- Prêmio «Emprendedor XXI La Rioja» (2012).[4]
- Prêmio «ONO à PME mais Inovadora» dentro do programa «Impulsionando PMEs» (2013).[12]
- Prêmio «PME do Ano 2025 de La Rioja» (2025)[13]

## Veja-se também
- Intervenção cognitiva